# Lee Wai-sze

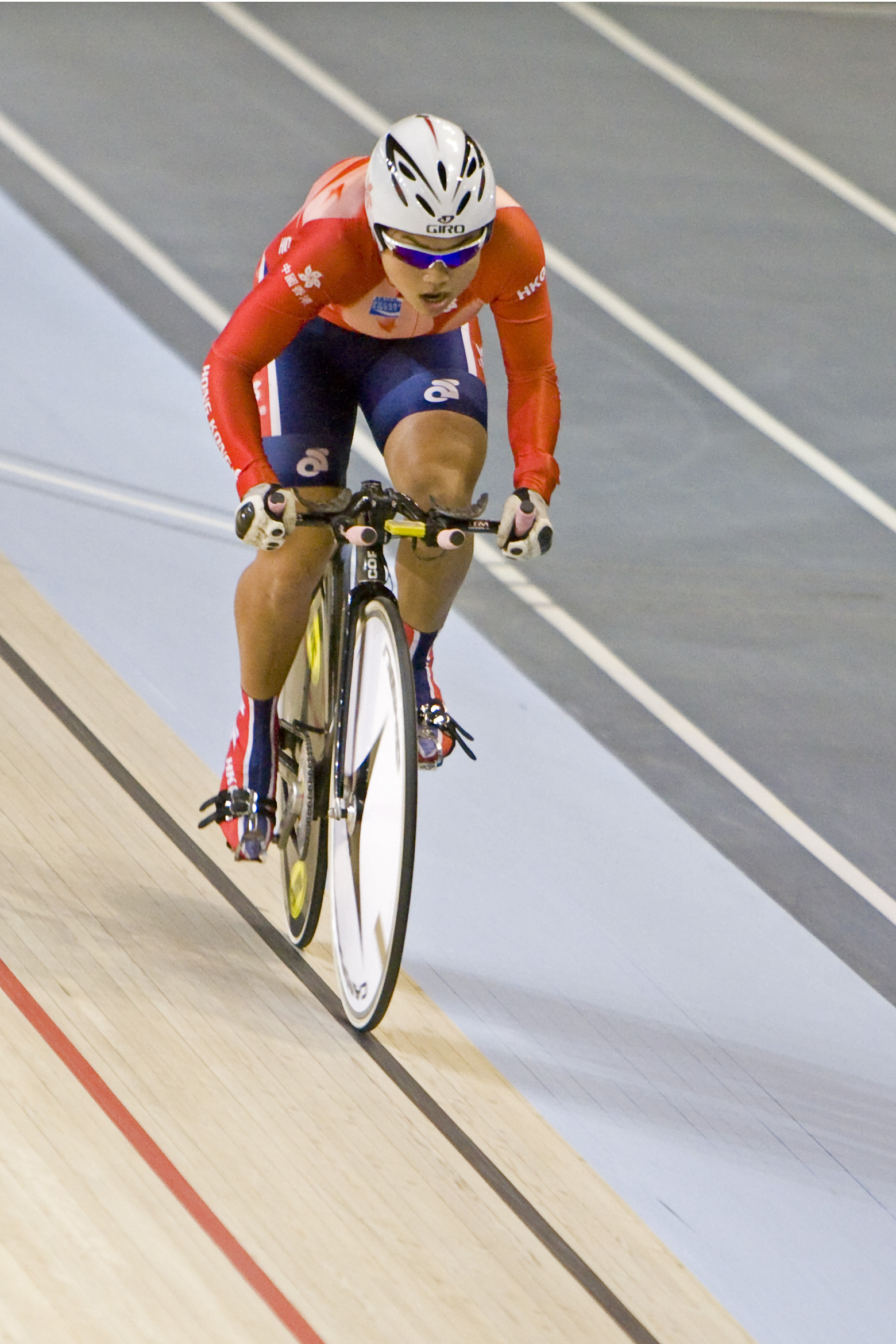
Lee bei den Bahn-Weltmeisterschaften 2010

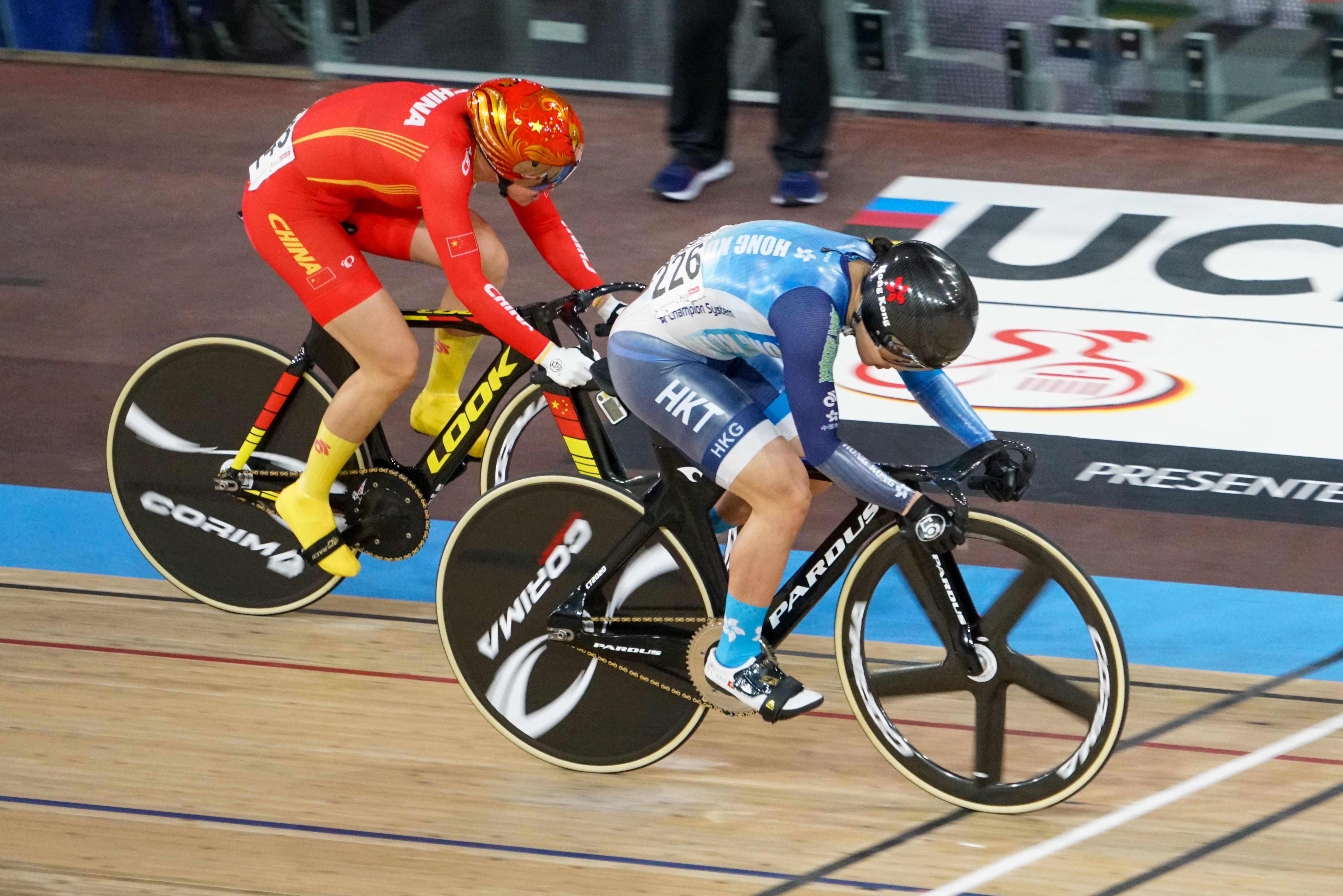
Lee bei der Bahnrad-WM 2020 in Berlin im Sprint gegen Zhong Tianshi

Sarah Lee Wai-sze, SBS, BBS, MH (chinesisch 李慧詩 / 李慧诗, Pinyin Lĭ Huìshī, Jyutping Lei5 Wai6si1; * 12. Mai 1987 in Hongkong) ist eine ehemalige Bahnradsportlerin aus Hongkong, die auf Kurzzeitdisziplinen spezialisiert war. Bei den Olympischen Spielen 2012 errang sie die erste Medaille im Radsport für ihr Land. Neun Jahre später gewann sie bei den 2021 ausgetragenen Olympischen Sommerspielen 2020 eine Bronzemedaille. Damit war sie die erfolgreichste Radsportlerin ihres Landes seit Beginn der 2010er Jahre (beiderlei Geschlechts).

## Sportliche Laufbahn
Lee Wai-sze stammt aus dem Hongkonger Stadtteil Ngau Tau Kok in Kwun Tong District, Kowloon. Sie wuchs in ärmlichen Verhältnisse auf und lebte mit ihrer fünfköpfigen Familie in einer etwa 20 Quadratmeter (200 ft² ≈ 18,6 m²) großen Sozialwohnung der Hochhaussiedlung Lower Ngau Tau Kok Estate. Obwohl sie eine angeborene Anämie hat, war sie schon in der Schule in verschiedenen Sportarten erfolgreich. 2003 nahm sie an einem Talentfindungsprogramm teil und wurde 2004 in ein Vollzeitprogramm für Radsportler aufgenommen. Im Alter von 16 Jahren vertrat sie Hongkong erstmals bei einem internationalen Radsportwettbewerb. 2009 wollte sie den Radsport aufgeben, nachdem sie beim Straßentraining wegen eines streunenden Hundes zu Fall gekommen war und drei Mal operiert werden musste. Ein Jahr lang musste sie mit dem Sport aussetzen. Bei den Bahnradsport-Weltmeisterschaften 2010 in Ballerup startete Lee Wai Sze in allen vier Kurzzeitdisziplinen: im 500-Meter-Zeitfahren wurde sie 11., im Keirin 19., im Sprint 21. und im Teamsprint 10., gemeinsam mit Zhaojuan Meng. Bei den Asienspielen in Guangzhou im selben Jahr errang sie die Goldmedaille im Zeitfahren. 2011 gewann sie den Asia Cup in zwei Disziplinen, im Sprint sowie im Teamsprint, wiederum mit Zhaojuan Meng.
2012 wurde Lee Asienmeisterin im Sprint. Bei den Olympischen Spielen in London war sie die Fahnenträgerin ihrer Mannschaft und errang die Bronzemedaille im Keirin. Dies war die erste Olympiamedaille im Radsport für Hongkong. Beim Bahnrad-Weltcup 2012/13 gewann sie die Gesamtwertung im Sprint sowie im Keirin. 2013 wurde sie in Minsk Weltmeisterin im Zeitfahren, im Sprint gewann sie Bronze, und errang bei den Ostasienspielen die Goldmedaille im Sprint. Bei den nationalen Titelkämpfen siegte sie in drei Disziplinen, im Sprint, im Keirin sowie im 500-Meter-Zeitfahren.
2016 wurde Lee Wai-sze für die Teilnahme an den Olympischen Spielen in Rio de Janeiro nominiert. Sie belegte im Keirin nach einem Sturz Rang sieben und im Sprint Rang sechs.
Im November 2016 startete Lee beim zweiten Lauf des Bahnrad-Weltcups 2016/17 und errang drei Medaillen: Gold im Sprint und – innerhalb weniger Stunden – Silber im Zeitfahren und Bronze im Keirin. Ihr dreifacher Erfolg war davon überschattet, dass ihr Trainer Pu Linjun (普林俊) rund drei Wochen zuvor nach einem Herzinfarkt im Alter von 46 Jahren gestorben war.
Bei den Asiatischen Radsportmeisterschaften 2017 errang Lee Wai-sze vier Medaillen: jeweils Gold im Sprint, im Keirin und im 500-Meter-Zeitfahren sowie Silber im Teamsprint mit Vivian Ma (馬詠茹). Damit war sie die erfolgreichste Sportlerin dieser Meisterschaften. Bei den Bahnradsport-Weltmeisterschaften 2017 vor heimatlichem Publikum in Hongkong errang sie die Bronzemedaille im Sprint, im Jahr darauf, bei den Bahnweltmeisterschaften im Keirin Silber. Im selben Jahr wurde sie Asienmeisterin in drei Disziplinen und gewann zwei Disziplinen bei den Asienspielen. 2018 und 2019 gewann sie den Großen Preis von Deutschland im Sprint.
2019 gewann Lee Wai-sze sechs Läufe von Bahnrad-Weltcups; in der Saison 2018/19 entschied sie die Gesamtwertung im Keirin und in der Saison 2019/20 die Gesamtwertung im Sprint für sich. 2020 wurde sie erneut Asienmeisterin; die Meisterschaften wurden wegen der ursprünglich für 2020 geplanten Olympischen Spiele in Tokio schon im Herbst 2019 ausgetragen. Bei den Bahnradsport-Weltmeisterschaften 2020 in Berlin belegte sie im Sprint Platz drei. Im Sommer 2021 errang sie bei den Spielen in Tokio im Sprint die Bronzemedaille; im Keirin belegte sie Rang acht. Nach den Spielen bestritt sie nahezu zwei Jahre lang keine Rennen, und in den Medien wurde vermutet, dass sie vom Leistungsradsport endgültig zurücktrete, um künftig als Trainerin zu arbeiten. Im Juni 2023 erklärte sie ihren Rücktritt vom aktiven Radsport und kündigte an, künftig als Trainerin der Radsportmannschaft von Hongkong zu arbeiten.

## Diverses
Lee Wai-sze gilt in Hongkong als Sportidol. 2018 erhielt Lee den (JCI) Ten Outstanding Young Persons Award (TOYP-Award – 十大傑出青年獎) in Hongkong. Im November 2021 wurde ihr von der Hongkonger Shy Yan Universität eine Ehrendoktorwürde verliehen.
Wai-sze ist gläubige Baptistin. Mehrfach beklagte sie sich darüber, dass sie wegen ihres großen Wettkampf- und Trainingspensums nicht genügend Zeit habe, in die Kirche zu gehen und sich in einer Gemeinde zu engagieren. 2013 erlangte sie ein Diplom einer Online-Theologieschule.

## Erfolge
2010

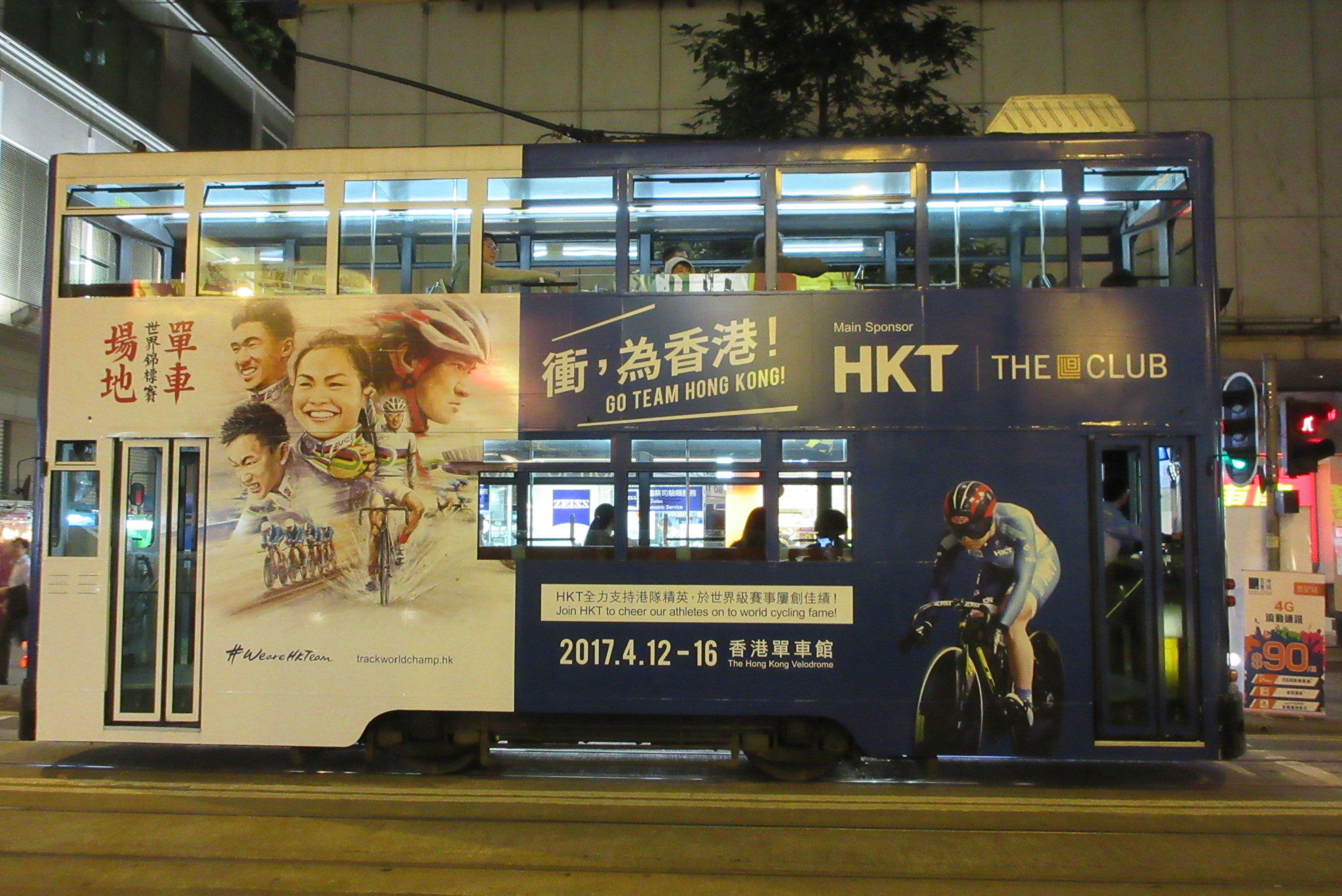
Lees Konterfei auf Hongkongs „Ding Ding-Straßenbahn“, mit dem für die Bahn-WM 2017 in Hongkong geworben wurde

- Asienspiele – 500-Meter-Zeitfahren

2012
- Asienmeisterin – Sprint

2013
- Weltmeisterin – 500-Meter-Zeitfahren
- Gesamtwertung Bahnrad-Weltcup 2012/13 – Keirin, Sprint
- Ostasienmeisterin – Sprint
- Meisterin von Hongkong – Keirin, Sprint, 500-Meter-Zeitfahren

2014
- Asienspiele – Keirin, Sprint
- Gesamtwertung Bahnrad-Weltcup 2013/14 – Keirin, Sprint;2015
- Meisterin von Hongkong – Keirin, Sprint, 500-Meter-Zeitfahren

2015
- Weltmeisterschaft – 500-Meter-Zeitfahren
- Asiatische Meisterschaft – 500-Meter-Zeitfahren

2016
- Weltmeisterschaft – 500-Meter-Zeitfahren
- Bahnrad-Weltcup in Apeldoorn – Sprint
- Asienmeisterschaft – 500-Meter-Zeitfahren
- Asienmeisterschaft – Sprint

2017
- Weltmeisterschaft – Sprint
- Asienmeisterin – Sprint, Keirin, 500-Meter-Zeitfahren
- Asienmeisterschaft – Teamsprint (mit Vivian Ma Wingyu)

2018
- Weltmeisterschaft – Keirin
- Asienmeisterin – Sprint, Keirin, 500-Meter-Zeitfahren
- Asienspielesiegerin – Keirin, Sprint
- Weltcup in Saint-Quentin-en-Yvelines – Sprint
- Weltcup in Milton – Sprint
- Meisterin von Hongkong – Sprint

2019
- Asienmeisterin – Sprint
- Asienmeisterschaft – Keirin
- Weltcup in Cambridge – Sprint
- Weltcup in Hongkong – Sprint, Keirin
- Bahnrad-Weltcup 2018/19 – Gesamtwertung Keirin
- Weltmeisterin – Sprint, Keirin
- Chinesische Meisterin – Sprint, Keirin, 500-Meter-Zeitfahren
- Weltcup in Minsk – Sprint
- Weltcup in Hongkong – Sprint
- Weltcup in Brisbane – Sprint
- Bahnrad-Weltcup 2019/20 – Gesamtwertung Sprint

2019/20
- Asienmeisterin – Sprint, Keirin

2020
- Weltmeisterschaft – Sprint

2021
- Nations’ Cup in Hongkong – Sprint, Teamsprint (mit Cho Yiu-yeung und Jessica Lee Hoi-yan)
- National Games in Xi’an – Sprint[20][21]
- National Games in Xi’an – Kirin[22][23]
- Olympische Spiele – Sprint